# NGC 336
NGC 336 ist eine Irreguläre Galaxie mit ausgedehnten Sternentstehungsgebieten vom Hubble-Typ IB? im Sternbild Walfisch südlich der Ekliptik. Sie ist schätzungsweise 247 Millionen Lichtjahre von der Milchstraße entfernt und hat einen Durchmesser von etwa 45.000 Lichtjahren. 

Im selben Himmelsareal befindet sich u. a. die Galaxie NGC 335.
Das Objekt wurde am 31. Oktober 1885 von dem US-amerikanischen Astronomen Francis Preserved Leavenworth entdeckt.